# Мунирова, Рафиля Мугаллимовна
Мунирова Рафиля Мугаллимовна (1 ноября 1963 год) — Заслуженный работник культуры РБ (1997), хореограф. Трижды награждалась Почетной грамотой Министерства культуры Республики Башкортостан (2000, 2009, 2013).

## Краткая биография
Мунирова Рафиля Мугаллимовна родилась 1 ноября 1963 года в д. Якупово Караидельского района Республики Башкортостан .В 1981 году окончив Халиловскую среднюю школу Караидельского района, поступает в Республиканское культурно-просветительский техникум г. Стерлитамак. В 1983 году, получив диплом, она вернулась в родной Караидель. Далее биография тесно связана с народным ансамблем народного танца «Яшьлек», которым она руководит уже 37 лет. С целью сохранения многовековых традиций башкирского народного танца и передачи её подрастающему поколению, в 1983 году, благодаря инициативе и усилиям Рафили Мунировой начинается «танцевальная история» народного ансамбля танца «Яшьлек».

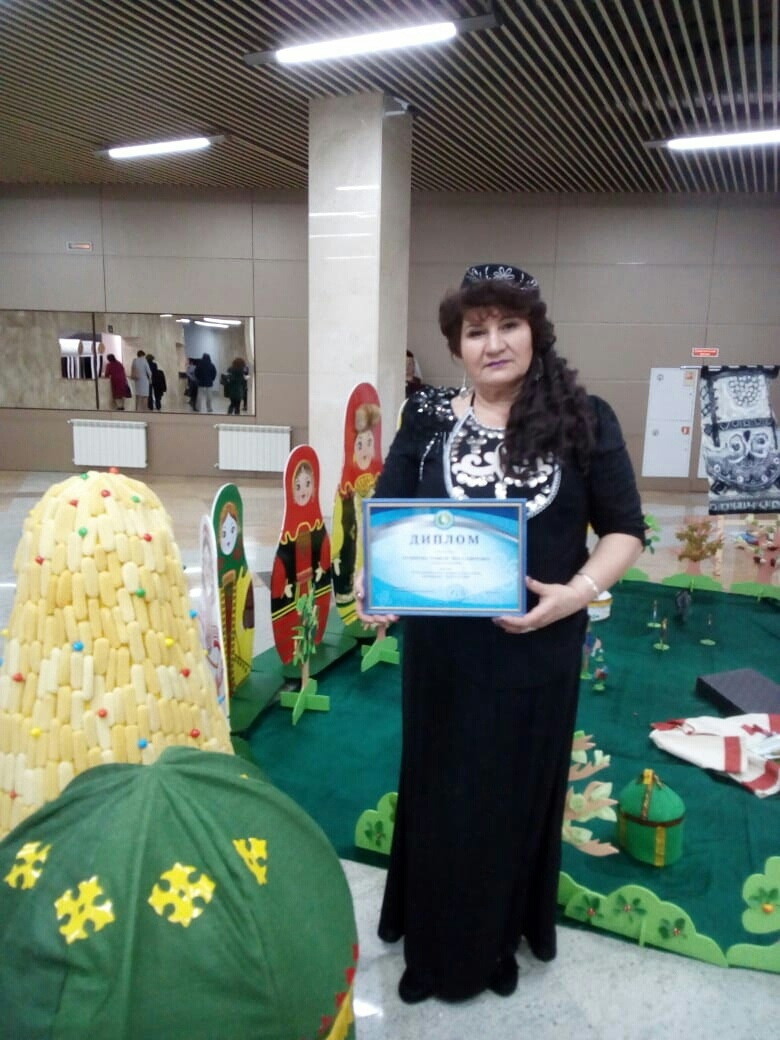
Победитель номинации" Женщина — культура".jpg

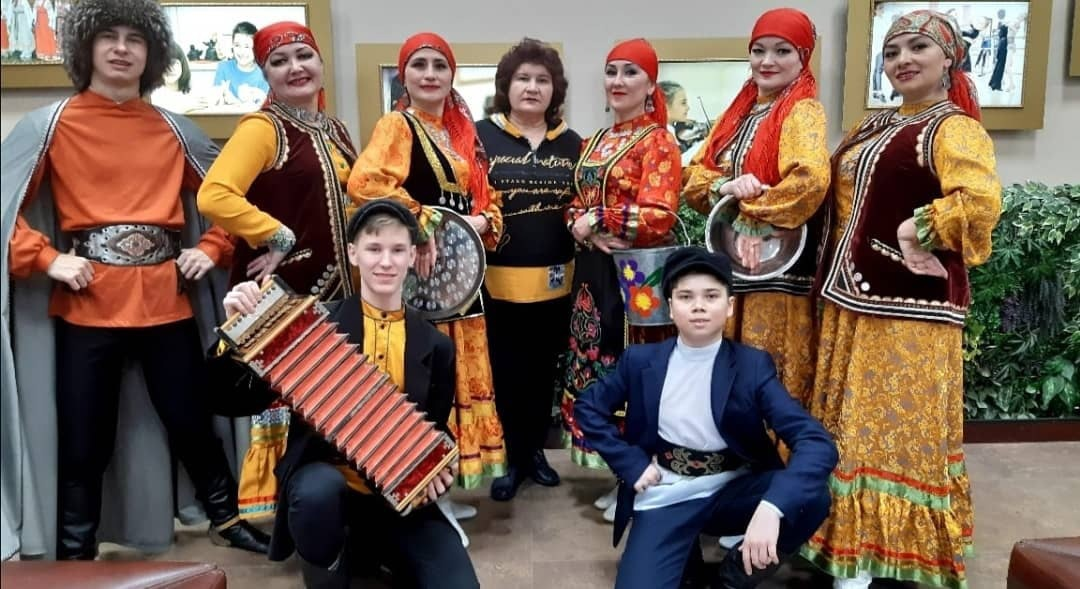
Гран-при IX Международного конкурса-фестиваля хореографического искусства «Данс Авеню» в Казани.jpg

## Творчество
Народный ансамбль народного танца «Яшлек» — один из известных коллективов в Республике Башкортостан. Она является постоянным участником многочисленных конкурсов и фестивалей, проводимых Министерством культуры Республики Башкортостан, Республиканским центром народного творчества, и занимает призовые места. За годы существования коллектива под ее руководством, в нем сменилось шесть поколений участников, которые несут на себе историческую миссию — богатство национальной культуры республики Башкортостан. Ансамбль много гастролирует. Он частый гость в Мишкинском, Аскинском, Балтачевском районах, городах Туймазы, Уфа, Нефтекамск и Стерлитамак.
Среди крупных городов России не остались в стороне и города Сочи, Санкт-Петербург, и Республика Татарстан. Рафиля Мугаллимовна смогла наладить совместное сотрудничество с администрацией санатория" Танып « (Аскинский район), где 7 лет выступает с концертами. Ни одно мероприятие в Караидельском районе не обходится без ансамбля. Она по-прежнему продолжает свое дело. 

## Почетные звания и другие награды
- Заслуженный работник культуры Республики Башкортостан (1997);
- Почетная грамота за многолетний труд в области культуры (2000);
- Благодарность председателя Курултая башкир Пермского края (2007);
- Диплом за развитие и пропаганду башкирского танца телевизионного конкурса среди исполнителей башкирского танца „Баик“ (2017);
- Благодарственное письмо президента Фонда „Звездная Радуга“ Республики Татарстан (2010);
- Благодарность директора Центра развития и поддержки культуры Санкт-Петербурга, городского совета по туризму, конкурса „ЛАУКАРАЗ“ (2011);
- Благодарность за активное участие в фестивале народного творчества (2011);
- Благодарственное письмо от председателя Правления МБФ „Мир на ладони“ и директора фестиваля-конкурса „У самого Черного моря“ (г. Сочи) (2014);
- Гран-при IX Международного конкурса-фестиваля хореографического искусства „Данс Авеню“ г. Казань(2021);
- Благодарственное письмо Международного фонда поддержки и развития культуры и образования» Мир на ладони" (2021)